# Yuta Sasaki (fotbollsspelare)
Yuta Sasaki (佐々木 祐太 Sasaki Yuta?), född 10 februari 1996 i Chiba prefektur, är en japansk fotbollsspelare.
Sasaki började sin karriär 2015 i VfR Mannheim. Efter VfR Mannheim spelade han för 1. FC Bruchsal, Vertfee Yaita, Dublin Bus, Cherry Orchard FC, Cabinteely FC och Iwate Grulla Morioka.